# Perho
Perho è un comune finlandese di 2653 abitanti, situato nella regione dell'Ostrobotnia Centrale.

## Amministrazione

### Gemellaggi
- Lanciano, dal 2004[2]